# Ekron (Stany Zjednoczone)
Ekron – miasto w Stanach Zjednoczonych, w stanie Kentucky, w hrabstwie Meade.